# Stichting Trésor
Stichting Trésor is een Nederlandse stichting die zich richt op het behoud van het regenwoud, met name in de neotropen. Concreet beheert de stichting een voorbeeldproject van zo'n vijfentwintighonderd hectare in Frans-Guyana. 
Het is slechts een klein stukje regenwoud, dat echter van de ene kant bijzonder soortenrijk blijkt te zijn en van de andere kant goed te bereiken is vanuit de hoofdstad Cayenne.  Er is een bezoekerscentrum en zowel internationale wetenschappers als lokale schoolkinderen kunnen een rondleiding krijgen. 
Inventarisatie onderzoek heeft al soorten opgeleverd die nieuw voor de wetenschap waren. 